# Kwon You-Jeong
Kwon You-Jeong (17 de junio de 1995) es una deportista surcoreana que compite en judo. Ganó una medalla de plata en el Campeonato Asiático de Judo de 2017 en la categoría de –57 kg.

## Palmarés internacional
| Campeonato Asiático | Campeonato Asiático | Campeonato Asiático | Campeonato Asiático |
| Año                 | Lugar               | Medalla             | Categoría           |
| ------------------- | ------------------- | ------------------- | ------------------- |
| 2017                | Hong Kong (China)   | Medalla de plata    | –57 kg              |